# Levergölen
Levergölen är en sjö i Vetlanda kommun i Småland och ingår i Emåns huvudavrinningsområde. Sjön är 6,6 meter djup, har en yta på 0,026 kvadratkilometer och är belägen 231 meter över havet.